# Naganishia
Naganishia è un genere di funghi della famiglia delle Filobasidiaceae. Le sue specie sono note solo allo stato di lievito e la maggior parte di esse era in precedenza classificata sotto il genere Cryptococcus. Nel mondo ne sono state descritte almeno 15 specie. Naganishia albida rappresenta un occasionale patogeno umano.